# نارووینا، نیو ساوت ولز
نارووینا (به انگلیسی: Narraweena) یک حومه شهر در استرالیا است که در Northern Beaches Council واقع شده‌است.